# Drame de Loujniki
Le drame de Loujniki est survenu le 20 octobre 1982 au stade Loujniki à Moscou en Union soviétique et constitue l'une des tragédies les plus meurtrières de l'histoire du football due à un mouvement de foule.
La tragédie eut lieu pendant un match de coupe UEFA entre le Spartak de Moscou et le Haarlem et s'est produit juste avant le coup de sifflet final, où beaucoup de supporters abandonnaient le stade, alors que le Spartak marquait le second but. Un mouvement de foule dans des conditions hivernales extrêmes éclata entre les spectateurs encore présents et ceux qui avaient commencé à quitter les lieux. Les autorités refusèrent alors l’ouverture des portes du stade provoquant ainsi la mort de 66 personnes, principalement des adolescents qui finissent écrasées et 61 blessés selon le bilan officiel. 
Étouffé par le régime soviétique, le nombre de décès est controversé et ce chiffre varie dans les rapports de presse entre 3 et 340 décès.

## Déroulement des faits
Le 20 octobre 1982, le Spartak de Moscou reçoit les Néerlandais du Haarlem pour le compte des seizièmes de finale aller de la coupe UEFA.
Dans leur stade de Loujniki qui accueille ce jour-là quelques milliers de spectateurs, l'équipe russe maîtrise les débats. En fin de rencontre, alors que le score est de 1-0 en faveur des locaux, de nombreux supporters quittent les tribunes pour échapper à la foule d'après-match.
Or, un second but est marqué par le Spartak de Moscou à ce moment-là. Attirés par les clameurs du stade, les spectateurs sur le départ rebroussent chemin pour célébrer à nouveau la victoire. 
Dans le même temps, une foule de spectateurs en partance emprunte le même couloir étroit. Les deux camps se bousculent, l'air commence à manquer, des personnes tombent au sol et ne se relèveront plus.

## Victimes
Une première estimation fit état de trois morts. L’État procèdera à une réévaluation quelques jours plus tard en évoquant le chiffre de 66 décès. 
En 1989, une enquête indépendante avancera le chiffre de 340 morts. 
Le « secret de Loujniki » demeure, écrit Sovietski Sport, 7 ans après le drame et il « est pratiquement impossible » de donner le nombre exact des victimes: « Comme cela est connu, les archives nous sont fermées et elles sont encore plus protégées que les usines affectées à la Défense » ajoute le journal. 
Sovietsky Sport indique au passage qu'un autre drame s'est produit en 1976 au Palais des sports Sokolniki, à Moscou, pour les mêmes raisons. La majorité des sorties étaient restées fermées et « quelques dizaines » de personnes avaient péri lors de la bousculade.

## Causes et procédures judiciaires
Si la version officielle a tant minimisé la catastrophe, c'est en partie parce que les policiers furent accusés d'avoir bousculé les supporters voulant quitter les lieux. En effet, le drame de Loujniki a été dû au fait que les responsables du stade avaient entassé les quelque 10 000 spectateurs sur une seule et unique tribune, et n'avaient ouvert qu'une seule sortie à la fin du match en refusant d'en ouvrir d'autres. Les autorités accordèrent seulement aux parents le droit de choisir le cimetière. 
Les parents eurent le plus grand mal à trouver des avocats, jusqu'à l'ouverture même du procès, le 8 février 1983. Quant à l'issue judiciaire de cette affaire, le responsable affecté aux sorties du stade, fut condamné à un an et demi de camp. Une procédure judiciaire séparée fut engagée à l'encontre des responsables du stade à l'époque, qui ne donna lieu à aucune condamnation. 